# 1993 en els vols espacials
Aquest article és una llista d'esdeveniments de vols espacials relacionats que es van produir el 1993.

## Llançaments
| Data i hora (UTC)       | Coet | Coet                                            | Plataforma de llançament                       | Plataforma de llançament                       | LSP                                                    | LSP                                                    |
| ----------------------- | --- | ----------------------------------------------- | ---------------------------------------------- | ---------------------------------------------- | ------------------------------------------------------ | ------------------------------------------------------ |
| Data i hora (UTC)       | Càrrega útil | Operador                                        | Òrbita                                         | Funció                                         | Deteriorament (UTC)                                    | Resultat                                               |
| Data i hora (UTC)       | Comentaris |                                                 |                                                |                                                |                                                        |                                                        |
| Gener                   | |                                                 |                                                |                                                |                                                        |                                                        |
| 12 de gener 11:10:17    | Rússia - Kosmos-3M | Rússia - Kosmos-3M                              | Rússia - Plesetsk Site 133/3                   | Rússia - Plesetsk Site 133/3                   | Rússia - VKS                                           | Rússia - VKS                                           |
| 12 de gener 11:10:17    | Rússia - Kosmos 2230 (Tsikada) | MO RF                                           | Terrestre Baixa                                | Navegació                                      | En òrbita                                              | Reeixit                                                |
| 13 de gener 01:49       | Rússia - Molniya-M | Rússia - Molniya-M                              | Rússia - Plesetsk Site 43/3                    | Rússia - Plesetsk Site 43/3                    | Rússia - VKS                                           | Rússia - VKS                                           |
| 13 de gener 01:49       | Rússia - Molniya-1-85 | MOM                                             | Molnia                                         | Comunicacions                                  | 15 de novembre 2005                                    | Reeixit                                                |
| 13 de gener 13:59:30    | Estats Units - Transbordador espacial Endeavour | Estats Units - Transbordador espacial Endeavour | Estats Units - Kennedy LC-39B                  | Estats Units - Kennedy LC-39B                  | Estats Units - United Space Alliance                   | Estats Units - United Space Alliance                   |
| 13 de gener 13:59:30    | Estats Units - STS-54 | NASA                                            | Terrestre Baixa                                | Desplegament de satèl·lit                      | 19 de gener 13:37:47                                   | Reeixit                                                |
| 13 de gener 13:59:30    | Estats Units - TDRS-6 (TDRS-F) | NASA                                            | Geosíncrona                                    | Comunicacions                                  | En òrbita                                              | Operacional                                            |
| 13 de gener 13:59:30    | Vol orbital tripulat amb cinc astronautes |                                                 |                                                |                                                |                                                        |                                                        |
| 19 de gener 14:49:01    | Rússia - Soiuz-U | Rússia - Soiuz-U                                | Rússia - Plesetsk Site 43/3                    | Rússia - Plesetsk Site 43/3                    | Rússia - VKS                                           | Rússia - VKS                                           |
| 19 de gener 14:49:01    | Rússia - Kosmos 2231 (Yantar-4K2-66) | MOM                                             | Terrestre Baixa                                | Reconeixement                                  | 25 de març                                             | Reeixit                                                |
| 24 de gener 05:58:05    | Rússia - Soiuz-U2 | Rússia - Soiuz-U2                               | Kazakhstan - Baikonur Site 1/5                 | Kazakhstan - Baikonur Site 1/5                 | Rússia - VKS                                           | Rússia - VKS                                           |
| 24 de gener 05:58:05    | Rússia - Soiuz TM-16 | Roskosmos                                       | Terrestre baixa (Mir)                          | Mir EO-13                                      | 22 de juliol                                           | Reeixit                                                |
| 24 de gener 05:58:05    | Vol orbital tripulat amb dos cosmonautes |                                                 |                                                |                                                |                                                        |                                                        |
| 26 de gener 15:55:26    | Rússia - Molniya-M | Rússia - Molniya-M                              | Rússia - Plesetsk Site 16/2                    | Rússia - Plesetsk Site 16/2                    | Rússia - VKS                                           | Rússia - VKS                                           |
| 26 de gener 15:55:26    | Rússia - Kosmos 2232 (Oko) | MOM                                             | Molnia                                         | Defensa de míssils                             | En òrbita                                              | Operacional                                            |
| 27 de gener 10:43:41    | Canadà - Black Brant XII | Canadà - Black Brant XII                        | Estats Units - Poker Flat                      | Estats Units - Poker Flat                      | Estats Units - NASA                                    | Estats Units - NASA                                    |
| 27 de gener 10:43:41    | Estats Units - PHAZE | NASA                                            | Suborbital                                     | Ionosphere                                     | En òrbita                                              | Error                                                  |
| 27 de gener 10:43:41    | Apogeu: 10 km; Va fallar abans d'arribar a l'espai |                                                 |                                                |                                                |                                                        |                                                        |
| 28 de gener             | Estats Units - HPB | Estats Units - HPB                              | Estats Units - Illes Wake                      | Estats Units - Illes Wake                      | Estats Units - Orbital Sciences                        | Estats Units - Orbital Sciences                        |
| 28 de gener             | Estats Units | Força Aèria dels Estats Units d'Amèrica         | Suborbital                                     | Prova de vehicle de reentrada                  | 28 de gener                                            | Reeixit                                                |
| 28 de gener             | Apogeu: 400 km |                                                 |                                                |                                                |                                                        |                                                        |
| Febrer                  | |                                                 |                                                |                                                |                                                        |                                                        |
| 3 de febrer 02:55       | Estats Units - Delta II (7925) | Estats Units - Delta II (7925)                  | Estats Units - Cape Canaveral LC-17A           | Estats Units - Cape Canaveral LC-17A           | Estats Units - McDonnell Douglas                       | Estats Units - McDonnell Douglas                       |
| 3 de febrer 02:55       | Estats Units - USA-88 (GPS IIA-9) | Força Aèria dels Estats Units d'Amèrica         | Terrestre Mitjana                              | Navegació                                      | En òrbita                                              | Reeixit                                                |
| 5 de febrer 16:24       | Estats Units - Storm | Estats Units - Storm                            | Estats Units - White Sands SULF                | Estats Units - White Sands SULF                | Estats Units - Força Aèria dels Estats Units d'Amèrica | Estats Units - Força Aèria dels Estats Units d'Amèrica |
| 5 de febrer 16:24       | Estats Units | Força Aèria dels Estats Units d'Amèrica         | Suborbital                                     | BTTV-3 Validation                              | 5 de febrer                                            | Reeixit                                                |
| 5 de febrer 16:24       | Apogeu: 200 km; |                                                 |                                                |                                                |                                                        |                                                        |
| 7 de febrer             | Índia - Prithvi | Índia - Prithvi                                 | Índia - Balasore                               | Índia - Balasore                               | Índia - DRDO                                           | Índia - DRDO                                           |
| 7 de febrer             | Índia | DRDO                                            | Suborbital                                     | Prova de míssils                               | 7 de febrer                                            | Reeixit                                                |
| 7 de febrer             | Apogeu: 100 km |                                                 |                                                |                                                |                                                        |                                                        |
| 8 de febrer 20:00       | Canadà - Black Brant IX | Canadà - Black Brant IX                         | Estats Units - White Sands LC-36               | Estats Units - White Sands LC-36               | Estats Units - NASA                                    | Estats Units - NASA                                    |
| 8 de febrer 20:00       | Estats Units | NASA                                            | Suborbital                                     | Solar                                          | 8 de febrer                                            | Reeixit                                                |
| 8 de febrer 20:00       | Apogeu: 289 km |                                                 |                                                |                                                |                                                        |                                                        |
| 9 de febrer 02:56:56    | Rússia - Kosmos-3M | Rússia - Kosmos-3M                              | Rússia - Plesetsk Site 133/3                   | Rússia - Plesetsk Site 133/3                   | Rússia - VKS                                           | Rússia - VKS                                           |
| 9 de febrer 02:56:56    | Rússia - Kosmos 2233 (Parus) | MO RF                                           | Terrestre Baixa                                | Navegació                                      | En òrbita                                              | Operacional                                            |
| 9 de febrer 14:30       | Estats Units - Pegasus | Estats Units - Pegasus                          | Estats Units - Kennedy Balls 8                 | Estats Units - Kennedy Balls 8                 | Estats Units - Orbital Sciences                        | Estats Units - Orbital Sciences                        |
| 9 de febrer 14:30       | Estats Units - Orbcomm CDS-1 | Orbcomm                                         | Terrestre Baixa                                | Comunicacions                                  | En òrbita                                              | Reeixit                                                |
| 9 de febrer 14:30       | Estats Units - Orbcomm SCD-1 | Orbcomm                                         | Terrestre Baixa                                | Comunicacions                                  | En òrbita                                              | Operacional                                            |
| 11 de febrer            | Estats Units - HPB | Estats Units - HPB                              | Estats Units - Illes Wake                      | Estats Units - Illes Wake                      | Estats Units - Orbital Sciences                        | Estats Units - Orbital Sciences                        |
| 11 de febrer            | Estats Units | Orbital Sciences                                | Suborbital                                     | Re-entry vehicle test                          | 11 de febrer                                           | Error                                                  |
| 11 de febrer            | Apogeu: 2 km |                                                 |                                                |                                                |                                                        |                                                        |
| 17 de febrer 20:09:47   | Rússia - Proton-K/DM-2 | Rússia - Proton-K/DM-2                          | Kazakhstan - Baikonur Site 81/23               | Kazakhstan - Baikonur Site 81/23               | Rússia - VKS                                           | Rússia - VKS                                           |
| 17 de febrer 20:09:47   | Rússia - Kosmos 2234 (GLONASS) | MOM                                             | Terrestre Mitjana                              | Navegació                                      | En òrbita                                              | Operacional                                            |
| 17 de febrer 20:09:47   | Rússia - Kosmos 2235 (GLONASS) | MOM                                             | Terrestre Mitjana                              | Navegació                                      | En òrbita                                              | Operacional                                            |
| 17 de febrer 20:09:47   | Rússia - Kosmos 2236 (GLONASS) | MOM                                             | Terrestre Mitjana                              | Navegació                                      | En òrbita                                              | Operacional                                            |
| 18 de febrer 07:00      | Japó - S-520 | Japó - S-520                                    | Japó - Kagoshima LA-K                          | Japó - Kagoshima LA-K                          | Japó - ISAS                                            | Japó - ISAS                                            |
| 18 de febrer 07:00      | Japó - METS | ISAS                                            | Suborbital                                     | Ionosfera and Plasma                           | 18 de febrer                                           | Reeixit                                                |
| 18 de febrer 07:00      | Apogeu: 272 km |                                                 |                                                |                                                |                                                        |                                                        |
| 19 de febrer 13:45      | Índia - RH-560 | Índia - RH-560                                  | Índia - Sriharikota                            | Índia - Sriharikota                            | Índia - ISRO                                           | Índia - ISRO                                           |
| 19 de febrer 13:45      | Índia | ISRO                                            | Suborbital                                     | Ionosfera                                      | 19 de febrer                                           | Reeixit                                                |
| 19 de febrer 13:45      | Apogeu: 290 km |                                                 |                                                |                                                |                                                        |                                                        |
| 19 de febrer 13:15      | Índia - RH-560 | Índia - RH-560                                  | Índia - Sriharikota                            | Índia - Sriharikota                            | Índia - ISRO                                           | Índia - ISRO                                           |
| 19 de febrer 13:15      | Índia | ISRO                                            | Suborbital                                     | Ionosfera                                      | 19 de febrer                                           | Reeixit                                                |
| 19 de febrer 13:15      | Apogeu: 300 km |                                                 |                                                |                                                |                                                        |                                                        |
| 19 de febrer 18:00      | Canadà - Black Brant 9CM1 | Canadà - Black Brant 9CM1                       | Estats Units - White Sands LC-36               | Estats Units - White Sands LC-36               | Estats Units - Space Services Incorporated             | Estats Units - Space Services Incorporated             |
| 19 de febrer 18:00      | Estats Units - CONSORT-6 | SSI                                             | Suborbital                                     | Microgravetat                                  | 19 de febrer                                           | Reeixit                                                |
| 19 de febrer 18:00      | Apogeu: 301 km |                                                 |                                                |                                                |                                                        |                                                        |
| 20 de febrer 02:20      | Japó - Mu-3S-II | Japó - Mu-3S-II                                 | Japó - Kagoshima LA-M1                         | Japó - Kagoshima LA-M1                         | Japó - ISAS                                            | Japó - ISAS                                            |
| 20 de febrer 02:20      | Japó - ASCA (ASTRO-D) | ISAS                                            | Terrestre Baixa                                | Astronomia                                     | 2 de març 2001                                         | Reeixit                                                |
| 21 de febrer 18:32:33   | Rússia - Soiuz-U2 | Rússia - Soiuz-U2                               | Kazakhstan - Baikonur Site 1/5                 | Kazakhstan - Baikonur Site 1/5                 | Rússia - VKS                                           | Rússia - VKS                                           |
| 21 de febrer 18:32:33   | Rússia - Progress M-16 | Roskosmos                                       | Terrestre Baixa (Mir)                          | Logística                                      | 27 de març                                             | Reeixit                                                |
| 25 de febrer 13:40      | Rússia - RT-2PM Topol | Rússia - RT-2PM Topol                           | Rússia - Plesetsk                              | Rússia - Plesetsk                              | Rússia - RVSN                                          | Rússia - RVSN                                          |
| 25 de febrer 13:40      | Rússia | RVSN                                            | Suborbital                                     | Prova de míssils                               | 25 de febrer                                           | Reeixit                                                |
| 25 de febrer 13:40      | Apogeu: 1000 km |                                                 |                                                |                                                |                                                        |                                                        |
| 26 de febrer 20:45      | Estats Units - Polaris/STARS | Estats Units - Polaris/STARS                    | Estats Units - Barking Sands LC-42             | Estats Units - Barking Sands LC-42             | Estats Units - Space Data Corporation                  | Estats Units - Space Data Corporation                  |
| 26 de febrer 20:45      | Estats Units - FTU-1 | SDC                                             | Suborbital                                     | Prova                                          | 26 de febrer                                           | Reeixit                                                |
| 26 de febrer 20:45      | Vol inaugural del UGM-27 Polaris en la configuració STARS; Apogeu: 900 km |                                                 |                                                |                                                |                                                        |                                                        |
| Març                    | |                                                 |                                                |                                                |                                                        |                                                        |
| 2 de març               | Estats Units - LGM-118 Peacekeeper | Estats Units - LGM-118 Peacekeeper              | Estats Units - Vandenberg LF-02                | Estats Units - Vandenberg LF-02                | Estats Units - Força Aèria dels Estats Units d'Amèrica | Estats Units - Força Aèria dels Estats Units d'Amèrica |
| 2 de març               | Estats Units | Força Aèria dels Estats Units d'Amèrica         | Suborbital                                     | Prova de míssils                               | 2 de març                                              | Reeixit                                                |
| 2 de març               | Apogeu: 1000 km |                                                 |                                                |                                                |                                                        |                                                        |
| 8 de març 00:15         | Estats Units - Nike-Orion | Estats Units - Nike-Orion                       | Estats Units - White Sands                     | Estats Units - White Sands                     | Estats Units - NASA                                    | Estats Units - NASA                                    |
| 8 de març 00:15         | Estats Units - CWAS 29 | NASA                                            | Suborbital                                     | Aeronomia                                      | 8 de març                                              | Reeixit                                                |
| 8 de març 00:15         | Apogeu: 140 km |                                                 |                                                |                                                |                                                        |                                                        |
| 10 de març 13:38        | Estats Units - Nike-Orion | Estats Units - Nike-Orion                       | Estats Units - White Sands                     | Estats Units - White Sands                     | Estats Units - NASA                                    | Estats Units - NASA                                    |
| 10 de març 13:38        | Estats Units - CWAS 30 | NASA                                            | Suborbital                                     | Aeronomia                                      | 10 de març                                             | Reeixit                                                |
| 10 de març 13:38        | Apogeu: 140 km |                                                 |                                                |                                                |                                                        |                                                        |
| 10 de març              | Estats Units - LGM-30G Minuteman III | Estats Units - LGM-30G Minuteman III            | Estats Units - Vandenberg LF-26                | Estats Units - Vandenberg LF-26                | Estats Units - Força Aèria dels Estats Units d'Amèrica | Estats Units - Força Aèria dels Estats Units d'Amèrica |
| 10 de març              | Estats Units - GT-151GB | Força Aèria dels Estats Units d'Amèrica         | Suborbital                                     | Prova de míssils                               | 10 de març                                             | Reeixit                                                |
| 10 de març              | Apogeu: 1300 km |                                                 |                                                |                                                |                                                        |                                                        |
| 16 de març 02:12:41     | Canadà - Black Brant 9CM1 | Canadà - Black Brant 9CM1                       | Estats Units - Wallops Island LA-2             | Estats Units - Wallops Island LA-2             | Estats Units - SDIO                                    | Estats Units - SDIO                                    |
| 16 de març 02:12:41     | Estats Units - SPEAR 3 | SDIO                                            | Suborbital                                     | Plasma                                         | 16 de març                                             | Reeixit                                                |
| 16 de març 02:12:41     | Apogeu: 290 km |                                                 |                                                |                                                |                                                        |                                                        |
| 22 de març              | Brasil - Sonda-2 | Brasil - Sonda-2                                | Brasil - Alcântara                             | Brasil - Alcântara                             | Brasil - INPE                                          | Brasil - INPE                                          |
| 22 de març              | Brasil - Maruda | INPE                                            | Suborbital                                     | Ionosfera                                      | 22 de març                                             | Reeixit                                                |
| 22 de març              | Apogeu: 102 km |                                                 |                                                |                                                |                                                        |                                                        |
| 25 de març 02:28        | Rússia - Proton-K/DM-2 | Rússia - Proton-K/DM-2                          | Kazakhstan - Baikonur Site 81/23               | Kazakhstan - Baikonur Site 81/23               | Rússia - VKS                                           | Rússia - VKS                                           |
| 25 de març 02:28        | Rússia - Raduga 29 | MOM                                             | Geoestacionària                                | Comunicacions                                  | En òrbita                                              | Operacional                                            |
| 25 de març 13:15:27     | Rússia - Start-1 | Rússia - Start-1                                | Rússia - Plesetsk Site 158                     | Rússia - Plesetsk Site 158                     | Rússia - RVSN                                          | Rússia - RVSN                                          |
| 25 de març 13:15:27     | Rússia - EKA | MO RF                                           | Terrestre Baixa                                | Tecnologia                                     | En òrbita                                              | Reeixit                                                |
| 25 de març 13:15:27     | Vol inaugural del Start-1 |                                                 |                                                |                                                |                                                        |                                                        |
| 25 de març 21:38        | Estats Units - Atlas I | Estats Units - Atlas I                          | Estats Units - Cape Canaveral LC-36B           | Estats Units - Cape Canaveral LC-36B           | Estats Units - General Dynamics                        | Estats Units - General Dynamics                        |
| 25 de març 21:38        | Estats Units - UHF-1 | Marina dels Estats Units d'Amèrica              | Geosíncrona                                    | Comunicacions                                  | En òrbita                                              | Error de llançament                                    |
| 25 de març 21:38        | Un error en el motor impulsador va deixar la nau espacial en òrbita inútil |                                                 |                                                |                                                |                                                        |                                                        |
| 26 de març 02:21        | Ucraïna - Zenit-2 | Ucraïna - Zenit-2                               | Kazakhstan - Baikonur Site 45/1                | Kazakhstan - Baikonur Site 45/1                | Rússia - VKS                                           | Rússia - VKS                                           |
| 26 de març 02:21        | Rússia - Kosmos 2237 (Tselina-2) | MO RF                                           | Terrestre Baixa                                | ELINT                                          | En òrbita                                              | Operacional                                            |
| 30 de març 03:09        | Estats Units - Delta II (7925) | Estats Units - Delta II (7925)                  | Estats Units - Cape Canaveral LC-17A           | Estats Units - Cape Canaveral LC-17A           | Estats Units - McDonnell Douglas                       | Estats Units - McDonnell Douglas                       |
| 30 de març 03:09        | Estats Units - USA-90 (GPS IIA-10) | Força Aèria dels Estats Units d'Amèrica         | Terrestre Mitjana                              | Navegació                                      | En òrbita                                              | Reeixit                                                |
| 30 de març 12:00        | Ucraïna - Tsyklon-2 | Ucraïna - Tsyklon-2                             | Kazakhstan - Baikonur Site 90                  | Kazakhstan - Baikonur Site 90                  | Rússia - VKS                                           | Rússia - VKS                                           |
| 30 de març 12:00        | Rússia - Kosmos 2238 (US-PM) | MO RF                                           | Terrestre Baixa                                | Reconeixement                                  | 10 de desembre 1994                                    | Reeixit                                                |
| 31 de març 03:34:13     | Rússia - Soiuz-U2 | Rússia - Soiuz-U2                               | Kazakhstan - Baikonur Site 1/5                 | Kazakhstan - Baikonur Site 1/5                 | Rússia - VKS                                           | Rússia - VKS                                           |
| 31 de març 03:34:13     | Rússia - Progress M-17 | Roskosmos                                       | Terrestre Baixa (Mir)                          | Logística                                      | 3 de març 1994                                         | Reeixit                                                |
| Abril                   | |                                                 |                                                |                                                |                                                        |                                                        |
| 1 d'abril 18:57:26      | Rússia - Kosmos-3M | Rússia - Kosmos-3M                              | Rússia - Plesetsk Site 133/3                   | Rússia - Plesetsk Site 133/3                   | Rússia - VKS                                           | Rússia - VKS                                           |
| 1 d'abril 18:57:26      | Rússia - Kosmos 2239 (Parus) | MO RF                                           | Terrestre Baixa                                | Navegació                                      | En òrbita                                              | Operacional                                            |
| 2 d'abril 10:09         | Canadà - Black Brant XII | Canadà - Black Brant XII                        | Estats Units - Poker Flat                      | Estats Units - Poker Flat                      | Estats Units - NASA                                    | Estats Units - NASA                                    |
| 2 d'abril 10:09         | Estats Units - Alaska 93 | NASA/UCB                                        | Suborbital                                     | Ionosfera                                      | 2 d'abril                                              | Reeixit                                                |
| 2 d'abril 10:09         | Apogeu: 1425 km |                                                 |                                                |                                                |                                                        |                                                        |
| 2 d'abril 14:30:01      | Rússia - Soiuz-U | Rússia - Soiuz-U                                | Rússia - Plesetsk Site 16/2                    | Rússia - Plesetsk Site 16/2                    | Rússia - VKS                                           | Rússia - VKS                                           |
| 2 d'abril 14:30:01      | Rússia - Kosmos 2240 (Yantar-4K2) | MOM                                             | Terrestre Baixa                                | Reconeixement                                  | 7 de juny                                              | Reeixit                                                |
| 6 d'abril 19:07:27      | Rússia - Molniya-M | Rússia - Molniya-M                              | Rússia - Plesetsk Site 43/4                    | Rússia - Plesetsk Site 43/4                    | Rússia - VKS                                           | Rússia - VKS                                           |
| 6 d'abril 19:07:27      | Rússia - Kosmos 2241 (Oko) | MOM                                             | Molnia                                         | Defensa de míssils                             | En òrbita                                              | Operacional                                            |
| 8 d'abril 05:29         | Estats Units - Transbordador espacial Discovery | Estats Units - Transbordador espacial Discovery | Estats Units - Kennedy LC-39B                  | Estats Units - Kennedy LC-39B                  | Estats Units - United Space Alliance                   | Estats Units - United Space Alliance                   |
| 8 d'abril 05:29         | Estats Units - STS-56 | NASA                                            | Terrestre Baixa                                | Astronomia solar                               | 17 d'abril 11:37:19                                    | Reeixit                                                |
| 8 d'abril 05:29         | Estats Units - Spacelab Pallet | ESA/NASA                                        | Terrestre Baixa (Discovery)                    | Spacelab ATLAS-2                               | 17 d'abril 11:37:19                                    | Reeixit                                                |
| 8 d'abril 05:29         | Estats Units - SPARTAN-201 | NASA                                            | Terrestre Baixa (Discovery)                    | Solar                                          | 17 d'abril 11:37:19                                    | Reeixit                                                |
| 8 d'abril 05:29         | Vol orbital tripulat amb cinc astronautes; L'SPARTAN va ser desplegat des del Discovery l'11 d'abril i va ser recuperat el 13 d'abril                                                                 |                                                 |                                                |                                                |                                                        |                                                        |
| 12 d'abril 17:18        | Canadà - Black Brant IX | Canadà - Black Brant IX                         | Estats Units - White Sands LC-36               | Estats Units - White Sands LC-36               | Estats Units - NASA                                    | Estats Units - NASA                                    |
| 12 d'abril 17:18        | Estats Units - NIXT | NASA                                            | Suborbital                                     | Solar                                          | 12 d'abril                                             | Reeixit                                                |
| 12 d'abril 17:18        | Apogeu: 226 km |                                                 |                                                |                                                |                                                        |                                                        |
| 16 d'abril 07:49        | Ucraïna - Tsyklon-3 | Ucraïna - Tsyklon-3                             | Rússia - Plesetsk                              | Rússia - Plesetsk                              | Rússia - VKS                                           | Rússia - VKS                                           |
| 16 d'abril 07:49        | Rússia - Kosmos 2242 (Tselina) | MO RF                                           | Terrestre Baixa                                | ELINT                                          | En òrbita                                              | Operacional                                            |
| 17 d'abril 09:15        | Canadà - Black Brant IX | Canadà - Black Brant IX                         | Estats Units - White Sands LC-36               | Estats Units - White Sands LC-36               | Estats Units - NASA                                    | Estats Units - NASA                                    |
| 17 d'abril 09:15        | Estats Units - SXT | NASA/Colorado at Boulder                        | Suborbital                                     | Astronomia de raigs X                          | 17 d'abril                                             | Reeixit                                                |
| 17 d'abril 09:15        | Apogeu: 254 km |                                                 |                                                |                                                |                                                        |                                                        |
| 19 d'abril 05:50        | Índia - RH-560 | Índia - RH-560                                  | Índia - Sriharikota                            | Índia - Sriharikota                            | Índia - ISRO                                           | Índia - ISRO                                           |
| 19 d'abril 05:50        | Índia - SPICE-3 | ISRO                                            | Suborbital                                     | Ionosfera                                      | 19 d'abril                                             | Reeixit                                                |
| 19 d'abril 05:50        | Apogeu: 323 km |                                                 |                                                |                                                |                                                        |                                                        |
| 21 d'abril 00:23        | Rússia - Molniya-M | Rússia - Molniya-M                              | Rússia - Plesetsk Site 43/4                    | Rússia - Plesetsk Site 43/4                    | Rússia - VKS                                           | Rússia - VKS                                           |
| 21 d'abril 00:23        | Rússia - Molniya 3-57L | MOM                                             | Molnia                                         | Comunicacions                                  | 25 de gener 2004                                       | Reeixit                                                |
| 25 d'abril 13:56        | Estats Units - Pegasus | Estats Units - Pegasus                          | Estats Units - Edwards Balls 8                 | Estats Units - Edwards Balls 8                 | Estats Units - Orbital Sciences                        | Estats Units - Orbital Sciences                        |
| 25 d'abril 13:56        | Estats Units - Orbcomm CDS-2 (VSUME) | Orbcomm                                         | Terrestre Baixa                                | Comunicacions                                  | En òrbita                                              | Reeixit                                                |
| 25 d'abril 13:56        | Estats Units - Alexis | STP                                             | Terrestre Baixa                                | Tecnologia                                     | En òrbita                                              | Reeixit                                                |
| 26 d'abril 14:50        | Estats Units - Transbordador Espacial Columbia | Estats Units - Transbordador Espacial Columbia  | Estats Units - Kennedy LC-39A                  | Estats Units - Kennedy LC-39A                  | Estats Units - United Space Alliance                   | Estats Units - United Space Alliance                   |
| 26 d'abril 14:50        | Estats Units Alemanya - STS-55 | NASA/DLR                                        | Terrestre Baixa                                | Microgravetat                                  | 6 de maig 14:30                                        | Reeixit                                                |
| 26 d'abril 14:50        | Estats Units - Spacelab Long Module 1 | NASA/DLR                                        | Terrestre Baixa (Columbia)                     | Spacelab D2                                    | 6 de maig 14:30                                        | Reeixit                                                |
| 26 d'abril 14:50        | Vol orbital tripulat amb set astronautes |                                                 |                                                |                                                |                                                        |                                                        |
| 27 d'abril 10:35        | Rússia - Soiuz-U | Rússia - Soiuz-U                                | Kazakhstan - Baikonur Site 31/6                | Kazakhstan - Baikonur Site 31/6                | Rússia - VKS                                           | Rússia - VKS                                           |
| 27 d'abril 10:35        | Rússia - Kosmos 2243 (Yantar-1KFT) | MOM                                             | Terrestre Baixa                                | Reconeixement                                  | 6 de maig                                              | Error del vehicle                                      |
| 27 d'abril 10:35        | Missió avortada després de sis dies |                                                 |                                                |                                                |                                                        |                                                        |
| 28 d'abril 03:39:20     | Ucraïna - Tsyklon-2 | Ucraïna - Tsyklon-2                             | Kazakhstan - Baikonur Site 90                  | Kazakhstan - Baikonur Site 90                  | Rússia - VKS                                           | Rússia - VKS                                           |
| 28 d'abril 03:39:20     | Rússia - Kosmos 2244 (US-PM) | MO RF                                           | Terrestre Baixa                                | Reconeixement                                  | 18 de març 1995                                        | Reeixit                                                |
| Maig                    | |                                                 |                                                |                                                |                                                        |                                                        |
| 1 de maig 05:35         | Regne Unit - Skylark 7 | Regne Unit - Skylark 7                          | Suècia - Esrange LA-S                          | Suècia - Esrange LA-S                          | Alemanya - DLR                                         | Alemanya - DLR                                         |
| 1 de maig 05:35         | Alemanya - TEXUS 30 | DLR                                             | Suborbital                                     | Microgravetat                                  | 1 de maig                                              | Reeixit                                                |
| 1 de maig 05:35         | Apogeu: 234 km |                                                 |                                                |                                                |                                                        |                                                        |
| 6 de maig 15:38         | Canadà - Black Brant VIIIC | Canadà - Black Brant VIIIC                      | Estats Units - Poker Flat                      | Estats Units - Poker Flat                      | Estats Units - NASA                                    | Estats Units - NASA                                    |
| 6 de maig 15:38         | Estats Units | NASA                                            | Suborbital                                     | Plasma                                         | 6 de maig                                              | Reeixit                                                |
| 6 de maig 15:38         | Apogeu: 271 km |                                                 |                                                |                                                |                                                        |                                                        |
| 11 de maig 14:56:01     | Ucraïna - Tsyklon-3 | Ucraïna - Tsyklon-3                             | Rússia - Plesetsk                              | Rússia - Plesetsk                              | Rússia - VKS                                           | Rússia - VKS                                           |
| 11 de maig 14:56:01     | Rússia - Kosmos 2245 (Strela) | MO RF                                           | Terrestre Baixa                                | Comunicacions                                  | En òrbita                                              | Reeixit                                                |
| 11 de maig 14:56:01     | Rússia - Kosmos 2246 (Strela) | MO RF                                           | Terrestre Baixa                                | Comunicacions                                  | En òrbita                                              | Reeixit                                                |
| 11 de maig 14:56:01     | Rússia - Kosmos 2247 (Strela) | MO RF                                           | Terrestre Baixa                                | Comunicacions                                  | En òrbita                                              | Reeixit                                                |
| 11 de maig 14:56:01     | Rússia - Kosmos 2248 (Strela) | MO RF                                           | Terrestre Baixa                                | Comunicacions                                  | En òrbita                                              | Reeixit                                                |
| 11 de maig 14:56:01     | Rússia - Kosmos 2249 (Strela) | MO RF                                           | Terrestre Baixa                                | Comunicacions                                  | En òrbita                                              | Reeixit                                                |
| 11 de maig 14:56:01     | Rússia - Komsos 2250 (Strela) | MO RF                                           | Terrestre Baixa                                | Comunicacions                                  | En òrbita                                              | Reeixit                                                |
| 12 de maig 00:56:32     | Europa - Ariane 4 (42L) | Europa - Ariane 4 (42L)                         | França - Kourou ELA-2                          | França - Kourou ELA-2                          | França - Arianespace                                   | França - Arianespace                                   |
| 12 de maig 00:56:32     | Luxemburg - Astra 1C | SES Astra                                       | Geoestacionària                                | Comunicacions                                  | En òrbita                                              | Operacional                                            |
| 12 de maig 00:56:32     | Europa - Arsene (Oscar-24) | RACE/AMSAT                                      | Terrestre Mitjana                              | Comunicacions                                  | En òrbita                                              | Partial satellite failure                              |
| 12 de maig 00:56:32     | Vol inaugural de l'Ariane 4 (42L); El transpondedor de VHF de l'Arsene va fallar durant el llançament i el transpondedor UHF/banda S va fallar el 6 de setembre de 1993, fent el satèl·lit inservible |                                                 |                                                |                                                |                                                        |                                                        |
| 13 de maig 00:07        | Estats Units - Delta II (7925) | Estats Units - Delta II (7925)                  | Estats Units - Cape Canaveral LC-17A           | Estats Units - Cape Canaveral LC-17A           | Estats Units - McDonnell Douglas                       | Estats Units - McDonnell Douglas                       |
| 13 de maig 00:07        | Estats Units - USA-91 (GPS IIA-11) | Força Aèria dels Estats Units d'Amèrica         | Terrestre Mitjana                              | Navegació                                      | En òrbita                                              | Reeixit                                                |
| 14 de maig 01:10        | Estats Units - Nike-Orion | Estats Units - Nike-Orion                       | Estats Units - White Sands                     | Estats Units - White Sands                     | Estats Units - NASA                                    | Estats Units - NASA                                    |
| 14 de maig 01:10        | Estats Units - CWAS-31 | NASA                                            | Suborbital                                     | Aeronomia                                      | 14 de maig                                             | Reeixit                                                |
| 14 de maig 01:10        | Apogeu: 140 km |                                                 |                                                |                                                |                                                        |                                                        |
| 19 de maig 00:47        | Estats Units - Nike-Orion | Estats Units - Nike-Orion                       | Estats Units - White Sands                     | Estats Units - White Sands                     | Estats Units - NASA                                    | Estats Units - NASA                                    |
| 19 de maig 00:47        | Estats Units - CWAS-32 | NASA                                            | Suborbital                                     | Aeronomia                                      | 19 de maig                                             | Reeixit                                                |
| 19 de maig 00:47        | Apogeu: 140 km |                                                 |                                                |                                                |                                                        |                                                        |
| 21 de maig 09:15:01     | Rússia - Soiuz-U | Rússia - Soiuz-U                                | Rússia - Plesetsk Site 16/2                    | Rússia - Plesetsk Site 16/2                    | Rússia - VKS                                           | Rússia - VKS                                           |
| 21 de maig 09:15:01     | Rússia - Resurs F-17 | MOM                                             | Terrestre Baixa                                | Teledetecció                                   | 20 de juny                                             | Reeixit                                                |
| 22 de maig 06:41:47     | Rússia - Soiuz-U2 | Rússia - Soiuz-U2                               | Kazakhstan - Baikonur Site 1/5                 | Kazakhstan - Baikonur Site 1/5                 | Rússia - VKS                                           | Rússia - VKS                                           |
| 22 de maig 06:41:47     | Rússia - Progress M-18 | Roskosmos                                       | Terrestre Baixa (Mir)                          | Logística                                      | 4 de juliol                                            | Reeixit                                                |
| 23 de maig 09:17        | Estats Units - LCLV | Estats Units - LCLV                             | Estats Units - Cape Canaveral LC-20            | Estats Units - Cape Canaveral LC-20            | Estats Units - BMDO                                    | Estats Units - BMDO                                    |
| 23 de maig 09:17        | Estats Units - Red Tigress 2A | BMDO                                            | Suborbital                                     | Objectiu                                       | 23 de maig                                             | Reeixit                                                |
| 23 de maig 09:17        | Apogeu: 378 km |                                                 |                                                |                                                |                                                        |                                                        |
| 26 de maig 03:23        | Rússia - Molniya-M | Rússia - Molniya-M                              | Rússia - Plesetsk Site 43/4                    | Rússia - Plesetsk Site 43/4                    | Rússia - VKS                                           | Rússia - VKS                                           |
| 26 de maig 03:23        | Rússia - Molniya 1-86 | MOM                                             | Molnia                                         | Comunicacions                                  | En òrbita                                              | Operacional                                            |
| 26 de maig 09:43        | Estats Units - Nike-Orion | Estats Units - Nike-Orion                       | França - Centre d'Essais des Landes            | França - Centre d'Essais des Landes            | Alemanya - DLR                                         | Alemanya - DLR                                         |
| 26 de maig 09:43        | | DLR/Aérospatiale                                | Suborbital                                     | Vol de proves                                  | 26 de maig                                             | Reeixit                                                |
| 26 de maig 09:43        | Apogeu: 140 km |                                                 |                                                |                                                |                                                        |                                                        |
| 27 de maig 01:22        | Rússia - Proton-K/DM-2 | Rússia - Proton-K/DM-2                          | Kazakhstan - Baikonur Site 81/23               | Kazakhstan - Baikonur Site 81/23               | Rússia - VKS                                           | Rússia - VKS                                           |
| 27 de maig 01:22        | Rússia - Gorizont 28 | RSCC                                            | Destinat: Geosíncrona                          | Comunicacions                                  | 27 de maig                                             | Error de llançament                                    |
| 28 de maig 08:34        | Estats Units - LCLV | Estats Units - LCLV                             | Estats Units - Cape Canaveral LC-20            | Estats Units - Cape Canaveral LC-20            | Estats Units - BMDO                                    | Estats Units - BMDO                                    |
| 28 de maig 08:34        | Estats Units | BMDO                                            | Suborbital                                     | Objectiu                                       | 28 de maig                                             | Reeixit                                                |
| 28 de maig 08:34        | Apogeu: 390 km |                                                 |                                                |                                                |                                                        |                                                        |
| 29 de maig              | Corea del Nord - Hwaseong 6 | Corea del Nord - Hwaseong 6                     | Corea del Nord - Musudan-ri                    | Corea del Nord - Musudan-ri                    | Corea del Nord                                         | Corea del Nord                                         |
| 29 de maig              | |                                                 | Suborbital                                     | Prova de míssils                               | 29 de maig                                             | Reeixit                                                |
| 29 de maig              | Apogeu: 200 km |                                                 |                                                |                                                |                                                        |                                                        |
| 29 de maig              | Corea del Nord - Hwaseong 6 | Corea del Nord - Hwaseong 6                     | Corea del Nord - Musudan-ri                    | Corea del Nord - Musudan-ri                    | Corea del Nord                                         | Corea del Nord                                         |
| 29 de maig              | |                                                 | Suborbital                                     | Prova de míssils                               | 29 de maig                                             | Reeixit                                                |
| 29 de maig              | Apogeu: 200 km |                                                 |                                                |                                                |                                                        |                                                        |
| 29 de maig              | Corea del Nord - Rodong-1 | Corea del Nord - Rodong-1                       | Corea del Nord - Musudan-ri                    | Corea del Nord - Musudan-ri                    | Corea del Nord                                         | Corea del Nord                                         |
| 29 de maig              | |                                                 | Suborbital                                     | Prova de míssils                               | 29 de maig                                             | Reeixit                                                |
| 29 de maig              | Apogeu: 150 km |                                                 |                                                |                                                |                                                        |                                                        |
| 30 de maig              | Corea del Nord - Hwaseong 6 | Corea del Nord - Hwaseong 6                     | Corea del Nord - Musudan-ri                    | Corea del Nord - Musudan-ri                    | Corea del Nord                                         | Corea del Nord                                         |
| 30 de maig              | |                                                 | Suborbital                                     | Prova de míssils                               | 30 de maig                                             | Reeixit                                                |
| 30 de maig              | Apogeu: 200 km |                                                 |                                                |                                                |                                                        |                                                        |
| Juny                    | |                                                 |                                                |                                                |                                                        |                                                        |
| 15 de juny 17:30        | Estats Units - LGM-30B Minuteman I | Estats Units - LGM-30B Minuteman I              | Estats Units - Vandenberg LF-03                | Estats Units - Vandenberg LF-03                | Estats Units - Força Aèria dels Estats Units d'Amèrica | Estats Units - Força Aèria dels Estats Units d'Amèrica |
| 15 de juny 17:30        | Estats Units - RSLP TDT-1 | Força Aèria dels Estats Units d'Amèrica         | Suborbital                                     | Objectiu                                       | 15 de juny                                             | Error de llançament                                    |
| 15 de juny 17:30        | Apogeu: 1 km |                                                 |                                                |                                                |                                                        |                                                        |
| 16 de juny 04:39        | Canadà - Black Brant IX | Canadà - Black Brant IX                         | Estats Units - White Sands LC-36               | Estats Units - White Sands LC-36               | Estats Units - NASA                                    | Estats Units - NASA                                    |
| 16 de juny 04:39        | Estats Units | NASA                                            | Suborbital                                     | Aeronomia                                      | 16 de juny                                             | Reeixit                                                |
| 16 de juny 04:39        | Apogeu: 253 km |                                                 |                                                |                                                |                                                        |                                                        |
| 16 de juny 04:17        | Rússia - Kosmos-3M | Rússia - Kosmos-3M                              | Rússia - Plesetsk Site 132/1                   | Rússia - Plesetsk Site 132/1                   | Rússia - VKS                                           | Rússia - VKS                                           |
| 16 de juny 04:17        | Rússia - Kosmos 2251 (Strela-2M) | MO RF                                           | Terrestre Baixa                                | Comunicacions                                  | 10 de febrer 2009                                      | Reeixit                                                |
| 16 de juny 04:17        | Va col·lisionar amb el Iridium 33 després de la jubilació. |                                                 |                                                |                                                |                                                        |                                                        |
| 21 de juny 13:07:22     | Estats Units - Transbordador Espacial Endeavour | Estats Units - Transbordador Espacial Endeavour | Estats Units - Kennedy LC-39B                  | Estats Units - Kennedy LC-39B                  | Estats Units - United Space Alliance                   | Estats Units - United Space Alliance                   |
| 21 de juny 13:07:22     | Estats Units - STS-57 | NASA                                            | Terrestre Baixa                                | Microgravetat                                  | 1 de juliol 12:52                                      | Reeixit                                                |
| 21 de juny 13:07:22     | Estats Units - SpaceHab LSM | NASA/SpaceHab                                   | Terrestre Baixa (Endeavour)                    | Investigació científica                        | 1 de juliol 12:52                                      | Reeixit                                                |
| 21 de juny 13:07:22     | Vol orbital tripulat amb sis astronautes; Es va recuperar el European Retrievable Carrier |                                                 |                                                |                                                |                                                        |                                                        |
| 22 de juny              | Estats Units - Aries | Estats Units - Aries                            | Estats Units - White Sands LC-36               | Estats Units - White Sands LC-36               | Estats Units - Orbital Sciences                        | Estats Units - Orbital Sciences                        |
| 22 de juny              | Estats Units | BMDO                                            | Suborbital                                     | Tecnologia                                     | 22 de juny                                             | Reeixit                                                |
| 22 de juny              | Apogeu: 300 km |                                                 |                                                |                                                |                                                        |                                                        |
| 24 de juny 04:12:41     | Ucraïna - Tsyklon-3 | Ucraïna - Tsyklon-3                             | Rússia - Plesetsk                              | Rússia - Plesetsk                              | Rússia - VKS                                           | Rússia - VKS                                           |
| 24 de juny 04:12:41     | Rússia - Kosmos 2252 (Strela-3) | MO RF                                           | Terrestre Baixa                                | Comunicacions                                  | En òrbita                                              | Reeixit                                                |
| 24 de juny 04:12:41     | Rússia - Kosmos 2253 (Strela-3) | MO RF                                           | Terrestre Baixa                                | Comunicacions                                  | En òrbita                                              | Reeixit                                                |
| 24 de juny 04:12:41     | Rússia - Kosmos 2254 (Strela-3) | MO RF                                           | Terrestre Baixa                                | Comunicacions                                  | En òrbita                                              | Reeixit                                                |
| 24 de juny 04:12:41     | Rússia - Kosmos 2255 (Strela-3) | MO RF                                           | Terrestre Baixa                                | Comunicacions                                  | En òrbita                                              | Reeixit                                                |
| 24 de juny 04:12:41     | Rússia - Kosmos 2256 (Strela-3) | MO RF                                           | Terrestre Baixa                                | Comunicacions                                  | En òrbita                                              | Reeixit                                                |
| 24 de juny 04:12:41     | Rússia - Kosmos 2257 (Strela-3) | MO RF                                           | Terrestre Baixa                                | Comunicacions                                  | En òrbita                                              | Reeixit                                                |
| 25 de juny 00:18        | Europa - Ariane 4 (42P) | Europa - Ariane 4 (42P)                         | França - Kourou ELA-2                          | França - Kourou ELA-2                          | França - Arianespace                                   | França - Arianespace                                   |
| 25 de juny 00:18        | Estats Units - Galaxy-4H | Hughes                                          | Geosíncrona                                    | Comunicacions                                  | En òrbita                                              | Operacional                                            |
| 25 de juny 08:20        | Rússia - Soiuz-U | Rússia - Soiuz-U                                | Rússia - Plesetsk Site 16/2                    | Rússia - Plesetsk Site 16/2                    | Rússia - VKS                                           | Rússia - VKS                                           |
| 25 de juny 08:20        | Rússia - Resurs F-17 | MOM                                             | Terrestre Baixa                                | Teledetecció                                   | 12 de juliol                                           | Reeixit                                                |
| 25 de juny 23:30        | Estats Units - Scout G-1 | Estats Units - Scout G-1                        | Estats Units - Vandenberg SLC-5                | Estats Units - Vandenberg SLC-5                | Estats Units - NASA                                    | Estats Units - NASA                                    |
| 25 de juny 23:30        | Estats Units - RADCAL (P92-1) | Força Aèria dels Estats Units d'Amèrica/STP     | Terrestre Baixa (Polar)                        | Calibratge de radar                            | En òrbita                                              | Reeixit                                                |
| 26 de juny 13:27        | Estats Units - Delta II (7925) | Estats Units - Delta II (7925)                  | Estats Units - Cape Canaveral LC-17A           | Estats Units - Cape Canaveral LC-17A           | Estats Units - McDonnell Douglas                       | Estats Units - McDonnell Douglas                       |
| 26 de juny 13:27        | Estats Units - USA-92 (GPS IIA-12) | Força Aèria dels Estats Units d'Amèrica         | Terrestre Mitjana                              | Navegació                                      | En òrbita                                              | Operacional                                            |
| 26 de juny 13:27        | Estats Units - PMG | NASA                                            | Terrestre Baixa                                | Tecnologia                                     | En òrbita                                              | Reeixit                                                |
| June                    | Índia - Prithvi | Índia - Prithvi                                 | Índia - Balasore                               | Índia - Balasore                               | Índia - DRDO                                           | Índia - DRDO                                           |
| June                    | Índia | DRDO                                            | Suborbital                                     | Prova de míssils                               | L+1 hora                                               | Reeixit                                                |
| June                    | Apogeu: 100 km |                                                 |                                                |                                                |                                                        |                                                        |
| Juliol                  | |                                                 |                                                |                                                |                                                        |                                                        |
| 1 de juliol 14:32:58    | Rússia - Soiuz-U2 | Rússia - Soiuz-U2                               | Kazakhstan - Baikonur Site 1/5                 | Kazakhstan - Baikonur Site 1/5                 | Rússia - VKS                                           | Rússia - VKS                                           |
| 1 de juliol 14:32:58    | Rússia - Soiuz TM-17 | Roskosmos                                       | Terrestre Baixa (Mir)                          | Mir EO-14                                      | 14 de gener 1994                                       | Reeixit                                                |
| 1 de juliol 14:32:58    | Vol orbital tripulat amb tres cosmonautes |                                                 |                                                |                                                |                                                        |                                                        |
| 2 de juliol             | Estats Units - LGM-30G Minuteman III | Estats Units - LGM-30G Minuteman III            | Estats Units - Vandenberg LF-09                | Estats Units - Vandenberg LF-09                | Estats Units - Força Aèria dels Estats Units d'Amèrica | Estats Units - Força Aèria dels Estats Units d'Amèrica |
| 2 de juliol             | Estats Units - GT-152GM | Força Aèria dels Estats Units d'Amèrica         | Suborbital                                     | Prova de míssils                               | 2 de juliol                                            | Reeixit                                                |
| 2 de juliol             | Apogeu: 1300 km |                                                 |                                                |                                                |                                                        |                                                        |
| 7 de juliol 07:15       | Ucraïna - Tsyklon-2 | Ucraïna - Tsyklon-2                             | Kazakhstan - Baikonur Site 90                  | Kazakhstan - Baikonur Site 90                  | Rússia - VKS                                           | Rússia - VKS                                           |
| 7 de juliol 07:15       | Rússia - Kosmos 2258 (US-PM) | MO RF                                           | Terrestre Baixa                                | Reconeixement                                  | 8 de juny 1995                                         | Reeixit                                                |
| 7 de juliol             | Estats Units - UGM-133 Trident II | Estats Units - UGM-133 Trident II               | Estats UnitsUSS Pennsylvania, Eastern Range    | Estats UnitsUSS Pennsylvania, Eastern Range    | Estats Units - Marina dels Estats Units d'Amèrica      | Estats Units - Marina dels Estats Units d'Amèrica      |
| 7 de juliol             | Estats Units | Marina dels Estats Units d'Amèrica              | Suborbital                                     | Prova de míssils                               | 7 de juliol                                            | Reeixit                                                |
| 7 de juliol             | Apogeu: 1000 km |                                                 |                                                |                                                |                                                        |                                                        |
| 7 de juliol             | Estats Units - UGM-133 Trident II | Estats Units - UGM-133 Trident II               | Estats Units - USS Pennsylvania, Eastern Range | Estats Units - USS Pennsylvania, Eastern Range | Estats Units - Marina dels Estats Units d'Amèrica      | Estats Units - Marina dels Estats Units d'Amèrica      |
| 7 de juliol             | Estats Units | Marina dels Estats Units d'Amèrica              | Suborbital                                     | Prova de míssils                               | 7 de juliol                                            | Reeixit                                                |
| 7 de juliol             | Apogeu: 1000 km |                                                 |                                                |                                                |                                                        |                                                        |
| 14 de juliol 03:19      | Estats Units - LGM-118 Peacekeeper | Estats Units - LGM-118 Peacekeeper              | Estats Units - Vandenberg LF-05                | Estats Units - Vandenberg LF-05                | Estats Units - Força Aèria dels Estats Units d'Amèrica | Estats Units - Força Aèria dels Estats Units d'Amèrica |
| 14 de juliol 03:19      | Estats Units | Força Aèria dels Estats Units d'Amèrica         | Suborbital                                     | Prova de míssils                               | 14 de juliol                                           | Reeixit                                                |
| 14 de juliol 03:19      | Apogeu: 1000 km |                                                 |                                                |                                                |                                                        |                                                        |
| 14 de juliol 16:40      | Rússia - Soiuz-U | Rússia - Soiuz-U                                | Rússia - Plesetsk Site 43/3                    | Rússia - Plesetsk Site 43/3                    | Rússia - VKS                                           | Rússia - VKS                                           |
| 14 de juliol 16:40      | Rússia - Kosmos 2259 (Yantar-4K2) | MOM                                             | Terrestre Baixa                                | Reconeixement                                  | 25 de juliol                                           | Reeixit                                                |
| 19 de juliol 22:04      | Estats Units - Atlas II/IABS | Estats Units - Atlas II/IABS                    | Estats Units - Cape Canaveral LC-36A           | Estats Units - Cape Canaveral LC-36A           | Estats Units - General Dynamics                        | Estats Units - General Dynamics                        |
| 19 de juliol 22:04      | Estats Units - USA-93 (DSCS IIIB-9) | Força Aèria dels Estats Units d'Amèrica         | Geoestacionària                                | Comunicacions                                  | En òrbita                                              | Operacional                                            |
| 22 de juliol 08:25      | Canadà - Black Brant X | Canadà - Black Brant X                          | Estats Units - Wallops Island                  | Estats Units - Wallops Island                  | Estats Units - NASA                                    | Estats Units - NASA                                    |
| 22 de juliol 08:25      | Estats Units - WISP-2 | NASA                                            | Suborbital                                     | Plasma                                         | 22 de juliol                                           | Reeixit                                                |
| 22 de juliol 08:25      | Apogeu: 900 km |                                                 |                                                |                                                |                                                        |                                                        |
| 22 de juliol 08:45      | Rússia - Soiuz-U | Rússia - Soiuz-U                                | Rússia - Plesetsk Site 43/3                    | Rússia - Plesetsk Site 43/3                    | Rússia - VKS                                           | Rússia - VKS                                           |
| 22 de juliol 08:45      | Rússia - Kosmos 2260 (Zenit-8) | MOM                                             | Terrestre Baixa                                | Reconeixement                                  | 5 d'agost                                              | Reeixit                                                |
| 22 de juliol 22:58:55   | Europa - Ariane 4 (44L) | Europa - Ariane 4 (44L)                         | França - Kourou ELA-2                          | França - Kourou ELA-2                          | França - Arianespace                                   | França - Arianespace                                   |
| 22 de juliol 22:58:55   | Espanya - Hispasat 1B | Hispasat                                        | Geoestacionària                                | Comunicacions                                  | En òrbita                                              | Operacional                                            |
| 22 de juliol 22:58:55   | Índia - INSAT-2B | ISRO                                            | Geoestacionària                                | Comunicacions                                  | En òrbita                                              | Reeixit                                                |
| 23 de juliol 08:22      | Rússia - RT-2PM Topol | Rússia - RT-2PM Topol                           | Rússia - Plesetsk                              | Rússia - Plesetsk                              | Rússia - RVSN                                          | Rússia - RVSN                                          |
| 23 de juliol 08:22      | Rússia | RVSN                                            | Suborbital                                     | Prova de míssils                               | 23 de juliol                                           | Reeixit                                                |
| 23 de juliol 08:22      | Apogeu: 1000 km |                                                 |                                                |                                                |                                                        |                                                        |
| 27 de juliol            | Canadà - Black Brant 9CM1 | Canadà - Black Brant 9CM1                       | França - Centre d'Essais des Landes LA-CE      | França - Centre d'Essais des Landes LA-CE      | França - Matra                                         | França - Matra                                         |
| 27 de juliol            | França - BLANC | Matra                                           | Suborbital                                     | Photography                                    | 27 de juliol                                           | Reeixit                                                |
| 27 de juliol            | Apogeu: 300 km |                                                 |                                                |                                                |                                                        |                                                        |
| 28 de juliol 05:43      | Estats Units - Viper IIIA | Estats Units - Viper IIIA                       | Suècia - Esrange                               | Suècia - Esrange                               | Estats Units - NASA                                    | Estats Units - NASA                                    |
| 28 de juliol 05:43      | Estats Units | NASA                                            | Suborbital                                     | Aeronomia                                      | 28 de juliol                                           | Reeixit                                                |
| 28 de juliol 05:43      | Apogeu: 116 km |                                                 |                                                |                                                |                                                        |                                                        |
| 30 de juliol 06:19      | Estats Units - Viper IIIA | Estats Units - Viper IIIA                       | Suècia - Esrange                               | Suècia - Esrange                               | Estats Units - NASA                                    | Estats Units - NASA                                    |
| 30 de juliol 06:19      | Estats Units | NASA                                            | Suborbital                                     | Aeronomia                                      | 30 de juliol                                           | Reeixit                                                |
| 30 de juliol 06:19      | Apogeu: 116 km |                                                 |                                                |                                                |                                                        |                                                        |
| Agost                   | |                                                 |                                                |                                                |                                                        |                                                        |
| 1 d'agost 01:46         | Estats Units - Nike-Orion | Estats Units - Nike-Orion                       | Noruega - Andøya                               | Noruega - Andøya                               | NDRE                                                   | NDRE                                                   |
| 1 d'agost 01:46         | SCT-06 | NDRE                                            | Suborbital                                     | Aeronomia                                      | 1 d'agost                                              | Reeixit                                                |
| 1 d'agost 01:46         | Apogeu: 140 km |                                                 |                                                |                                                |                                                        |                                                        |
| 2 d'agost 00:37         | Estats Units - Viper IIIA | Estats Units - Viper IIIA                       | Suècia - Esrange                               | Suècia - Esrange                               | Estats Units - NASA                                    | Estats Units - NASA                                    |
| 2 d'agost 00:37         | Estats Units | NASA                                            | Suborbital                                     | Aeronomia                                      | 2 d'agost                                              | Reeixit                                                |
| 2 d'agost 00:37         | Apogeu: 110 km |                                                 |                                                |                                                |                                                        |                                                        |
| 2 d'agost 01:02         | Estats Units - Nike-Orion | Estats Units - Nike-Orion                       | Suècia - Esrange                               | Suècia - Esrange                               | Alemanya Suècia - DLR/SSC                              | Alemanya Suècia - DLR/SSC                              |
| 2 d'agost 01:02         | Suècia - Decimals-B | SSC                                             | Suborbital                                     | Aeronomia                                      | 2 d'agost                                              | Reeixit                                                |
| 2 d'agost 01:02         | Apogeu: 105 km |                                                 |                                                |                                                |                                                        |                                                        |
| 2 d'agost 01:24         | Estats Units - Viper IIIA | Estats Units - Viper IIIA                       | Suècia - Esrange                               | Suècia - Esrange                               | Estats Units - NASA                                    | Estats Units - NASA                                    |
| 2 d'agost 01:24         | Estats Units | NASA                                            | Suborbital                                     | Aeronomia                                      | 2 d'agost                                              | Reeixit                                                |
| 2 d'agost 01:24         | Apogeu: 105 km |                                                 |                                                |                                                |                                                        |                                                        |
| 2 d'agost 03:24         | Estats Units - Viper IIIA | Estats Units - Viper IIIA                       | Suècia - Esrange                               | Suècia - Esrange                               | Estats Units - NASA                                    | Estats Units - NASA                                    |
| 2 d'agost 03:24         | Estats Units | NASA                                            | Suborbital                                     | Aeronomia                                      | 2 d'agost                                              | Reeixit                                                |
| 2 d'agost 03:24         | Apogeu: 106 km |                                                 |                                                |                                                |                                                        |                                                        |
| 2 d'agost 05:54         | Estats Units - Viper IIIA | Estats Units - Viper IIIA                       | Suècia - Esrange                               | Suècia - Esrange                               | Estats Units - NASA                                    | Estats Units - NASA                                    |
| 2 d'agost 05:54         | Estats Units | NASA                                            | Suborbital                                     | Aeronomia                                      | 2 d'agost                                              | Reeixit                                                |
| 2 d'agost 05:54         | Apogeu: 107 km |                                                 |                                                |                                                |                                                        |                                                        |
| 2 d'agost 19:59         | Estats Units - Titan IVA (403) | Estats Units - Titan IVA (403)                  | Estats Units - Vandenberg SLC-4E               | Estats Units - Vandenberg SLC-4E               | Estats Units - Força Aèria dels Estats Units d'Amèrica | Estats Units - Força Aèria dels Estats Units d'Amèrica |
| 2 d'agost 19:59         | Estats Units - SLDCOM-3 | NRO                                             | Destinat: Terrestre Baixa                      | Comunicacions                                  | T+101 segons                                           | Error de llançament                                    |
| 2 d'agost 19:59         | Estats Units - NOSS-2-3A | Marina dels Estats Units d'Amèrica              | Destinat: Terrestre Baixa                      | ELINT                                          | T+101 segons                                           | Error de llançament                                    |
| 2 d'agost 19:59         | Estats Units - NOSS-2-3B | Marina dels Estats Units d'Amèrica              | Destinat: Terrestre Baixa                      | ELINT                                          | T+101 segons                                           | Error de llançament                                    |
| 2 d'agost 19:59         | Estats Units - NOSS-2-3C | Marina dels Estats Units d'Amèrica              | Destinat: Terrestre Baixa                      | ELINT                                          | T+101 segons                                           | Error de llançament                                    |
| 2 d'agost 19:59         | Apogeu: 33 km |                                                 |                                                |                                                |                                                        |                                                        |
| 4 d'agost 00:52         | Rússia - Molniya-M | Rússia - Molniya-M                              | Rússia - Plesetsk Site 43/3                    | Rússia - Plesetsk Site 43/3                    | Rússia - VKS                                           | Rússia - VKS                                           |
| 4 d'agost 00:52         | Rússia - Molniya 3-58L | MOM                                             | Molnia                                         | Comunicacions                                  | En òrbita                                              | Operacional                                            |
| 9 d'agost 10:02         | Estats Units - Atlas E | Estats Units - Atlas E                          | Estats Units - Vandenberg SLC-3W               | Estats Units - Vandenberg SLC-3W               | Estats Units - Força Aèria dels Estats Units d'Amèrica | Estats Units - Força Aèria dels Estats Units d'Amèrica |
| 9 d'agost 10:02         | Estats Units - NOAA-13 | NOAA                                            | Heliosíncrona                                  | Meteorològic                                   | En òrbita                                              | Reeixit                                                |
| 10 d'agost 14:53:45     | Rússia - Molniya-M | Rússia - Molniya-M                              | Rússia - Plesetsk Site 16/2                    | Rússia - Plesetsk Site 16/2                    | Rússia - VKS                                           | Rússia - VKS                                           |
| 10 d'agost 14:53:45     | Rússia - Kosmos 2261 (Oko) | MOM                                             | Molnia                                         | Defensa de míssils                             | En òrbita                                              | Operacional                                            |
| 10 d'agost 22:23:45     | Rússia - Soiuz-U | Rússia - Soiuz-U                                | Kazakhstan - Baikonur Site 1/5                 | Kazakhstan - Baikonur Site 1/5                 | Rússia - VKS                                           | Rússia - VKS                                           |
| 10 d'agost 22:23:45     | Rússia - Progress M-19 | Roskosmos                                       | Terrestre Baixa (Mir)                          | Logística                                      | 13 d'octubre                                           | Reeixit                                                |
| 17 d'agost 18:00        | Canadà - Black Brant IX | Canadà - Black Brant IX                         | Estats Units - White Sands LC-36               | Estats Units - White Sands LC-36               | Estats Units - NASA                                    | Estats Units - NASA                                    |
| 17 d'agost 18:00        | Estats Units - SERTS 93-5 | NASA                                            | Suborbital                                     | Solar                                          | 17 d'agost                                             | Reeixit                                                |
| 17 d'agost 18:00        | Apogeu: 312 km |                                                 |                                                |                                                |                                                        |                                                        |
| 20 d'agost 18:27        | Estats Units - UGM-133 Trident II | Estats Units - UGM-133 Trident II               | Estats UnitsUSS Nebraska, Eastern Range        | Estats UnitsUSS Nebraska, Eastern Range        | Estats Units - Marina dels Estats Units d'Amèrica      | Estats Units - Marina dels Estats Units d'Amèrica      |
| 20 d'agost 18:27        | Estats Units | Marina dels Estats Units d'Amèrica              | Suborbital                                     | Prova de míssils                               | 20 d'agost                                             | Reeixit                                                |
| 20 d'agost 18:27        | Apogeu: 1000 km |                                                 |                                                |                                                |                                                        |                                                        |
| 24 d'agost 10:45        | Rússia - Soiuz-U | Rússia - Soiuz-U                                | Rússia - Plesetsk Site 16/2                    | Rússia - Plesetsk Site 16/2                    | Rússia - VKS                                           | Rússia - VKS                                           |
| 24 d'agost 10:45        | Rússia - Resurs F-19 | MOM                                             | Terrestre Baixa                                | Teledetecció                                   | 10 de setembre                                         | Reeixit                                                |
| 25 d'agost 10:00        | Estats Units - Polaris/STARS | Estats Units - Polaris/STARS                    | Estats Units - Barking Sands LC-42             | Estats Units - Barking Sands LC-42             | Estats Units - Space Data Corporation                  | Estats Units - Space Data Corporation                  |
| 25 d'agost 10:00        | Estats Units - Zodiac Beauchamp | SDC                                             | Suborbital                                     | Objectiu                                       | 25 d'agost                                             | Reeixit                                                |
| 25 d'agost 10:00        | Apogeu: 900 km |                                                 |                                                |                                                |                                                        |                                                        |
| 28 d'agost 09:45        | Estats Units - Aries | Estats Units - Aries                            | Estats Units - White Sands LC-36               | Estats Units - White Sands LC-36               | Estats Units - NASA                                    | Estats Units - NASA                                    |
| 28 d'agost 09:45        | Estats Units - SXT (XOGS) | NASA                                            | Suborbital                                     | Astronomia de raigs X                          | 28 d'agost                                             | Error de llançament                                    |
| 28 d'agost 09:45        | Apogeu: 8 km |                                                 |                                                |                                                |                                                        |                                                        |
| 30 d'agost 12:38        | Estats Units - Delta II (7925) | Estats Units - Delta II (7925)                  | Estats Units - Cape Canaveral LC-17B           | Estats Units - Cape Canaveral LC-17B           | Estats Units - McDonnell Douglas                       | Estats Units - McDonnell Douglas                       |
| 30 d'agost 12:38        | Estats Units - USA-94 (GPS IIA-13) | Força Aèria dels Estats Units d'Amèrica         | Terrestre Mitjana                              | Navegació                                      | En òrbita                                              | Reeixit                                                |
| 31 d'agost 04:40        | Ucraïna - Tsyklon-3 | Ucraïna - Tsyklon-3                             | Rússia - Plesetsk                              | Rússia - Plesetsk                              | Rússia - VKS                                           | Rússia - VKS                                           |
| 31 d'agost 04:40        | Rússia - Meteor 2-21 | Roskosmos                                       | Terrestre Baixa                                | Weather                                        | En òrbita                                              | Reeixit                                                |
| 31 d'agost 04:40        | Itàlia - Temisat | Telespazio                                      | Terrestre Baixa                                | Tecnologia                                     | En òrbita                                              | Reeixit                                                |
| 31 d'agost              | Estats Units - LGM-30G Minuteman III | Estats Units - LGM-30G Minuteman III            | Estats Units - Vandenberg LF-26                | Estats Units - Vandenberg LF-26                | Estats Units - Força Aèria dels Estats Units d'Amèrica | Estats Units - Força Aèria dels Estats Units d'Amèrica |
| 31 d'agost              | Estats Units - GT-153GB | Força Aèria dels Estats Units d'Amèrica         | Suborbital                                     | Prova de míssils                               | 31 d'agost                                             | Reeixit                                                |
| 31 d'agost              | Apogeu: 1300 km |                                                 |                                                |                                                |                                                        |                                                        |
| Setembre                | |                                                 |                                                |                                                |                                                        |                                                        |
| 3 de setembre 11:17     | Estats Units - Atlas I | Estats Units - Atlas I                          | Estats Units - Cape Canaveral LC-36B           | Estats Units - Cape Canaveral LC-36B           | Estats Units - General Dynamics                        | Estats Units - General Dynamics                        |
| 3 de setembre 11:17     | Estats Units - USA-95 (UHF-2) | Marina dels Estats Units d'Amèrica              | Geosíncrona                                    | Comunicacions                                  | En òrbita                                              | Operacional                                            |
| 7 de setembre 13:25     | Rússia - Soiuz-U2 | Rússia - Soiuz-U2                               | Kazakhstan - Baikonur Site 31/6                | Kazakhstan - Baikonur Site 31/6                | Rússia - VKS                                           | Rússia - VKS                                           |
| 7 de setembre 13:25     | Rússia - Kosmos 2262 (Don) | MOM                                             | Terrestre Baixa                                | Reconeixement                                  | 18 de desembre                                         | Reeixit                                                |
| 10 de setembre 16:00    | Estats Units - Nike-Orion | Estats Units - Nike-Orion                       | Estats Units - White Sands                     | Estats Units - White Sands                     | Estats Units - NASA                                    | Estats Units - NASA                                    |
| 10 de setembre 16:00    | Estats Units - CWAS 33 | NASA                                            | Suborbital                                     | Aeronomia                                      | 10 de setembre                                         | Reeixit                                                |
| 10 de setembre 16:00    | Apogeu: 140 km |                                                 |                                                |                                                |                                                        |                                                        |
| 12 de setembre 11:45    | Estats Units - Transbordador Espacial Discovery | Estats Units - Transbordador Espacial Discovery | Estats Units - Kennedy LC-39B                  | Estats Units - Kennedy LC-39B                  | Estats Units - United Space Alliance                   | Estats Units - United Space Alliance                   |
| 12 de setembre 11:45    | Estats Units - STS-51 | NASA                                            | Terrestre Baixa                                | Desplegament de satèl·lit                      | 22 de setembre 07:56                                   | Reeixit                                                |
| 12 de setembre 11:45    | Estats Units Alemanya - ORFEUS-SPAS | NASA/DARA                                       | Terrestre Baixa (Discovery)                    | Astronomia                                     | 22 de setembre 07:56                                   | Reeixit                                                |
| 12 de setembre 11:45    | Estats Units - ACTS | NASA                                            | Geosíncrona                                    | Comunicacions                                  | En òrbita                                              | Reeixit                                                |
| 12 de setembre 11:45    | Vol orbital tripulat amb cinc astronautes; L'ACTS es va desplegar usant el Transfer Orbit Stage i va ser retirat el 28 d'abril de 2004                                                                |                                                 |                                                |                                                |                                                        |                                                        |
| 13 de setembre 18:00    | Estats Units - Nike-Orion | Estats Units - Nike-Orion                       | Estats Units - White Sands                     | Estats Units - White Sands                     | Estats Units - NASA                                    | Estats Units - NASA                                    |
| 13 de setembre 18:00    | Estats Units - CWAS 34 | NASA                                            | Suborbital                                     | Aeronomia                                      | 13 de setembre                                         | Reeixit                                                |
| 13 de setembre 18:00    | Apogeu: 140 km |                                                 |                                                |                                                |                                                        |                                                        |
| 15 de setembre          | Estats Units - LGM-118 Peacekeeper | Estats Units - LGM-118 Peacekeeper              | Estats Units - Vandenberg LF-02                | Estats Units - Vandenberg LF-02                | Estats Units - Força Aèria dels Estats Units d'Amèrica | Estats Units - Força Aèria dels Estats Units d'Amèrica |
| 15 de setembre          | Estats Units | Força Aèria dels Estats Units d'Amèrica         | Suborbital                                     | Prova de míssils                               | 15 de setembre                                         | Reeixit                                                |
| 15 de setembre          | Apogeu: 1000 km |                                                 |                                                |                                                |                                                        |                                                        |
| 16 de setembre 07:36:19 | Ucraïna - Zenit-2 | Ucraïna - Zenit-2                               | Kazakhstan - Baikonur Site 45/1                | Kazakhstan - Baikonur Site 45/1                | Rússia - VKS                                           | Rússia - VKS                                           |
| 16 de setembre 07:36:19 | Rússia - Kosmos 2263 (Tselina-2) | MO RF                                           | Terrestre Baixa                                | ELINT                                          | En òrbita                                              | Reeixit                                                |
| 16 de setembre 23:00    | Japó - TR-1A | Japó - TR-1A                                    | Japó - Tanegashima LA-T                        | Japó - Tanegashima LA-T                        | Japó - NASDA                                           | Japó - NASDA                                           |
| 16 de setembre 23:00    | Japó | NASDA                                           | Suborbital                                     | Microgravetat                                  | 16 de setembre                                         | Reeixit                                                |
| 16 de setembre 23:00    | Apogeu: 264 km |                                                 |                                                |                                                |                                                        |                                                        |
| 17 de setembre 00:43:10 | Ucraïna - Tsyklon-2 | Ucraïna - Tsyklon-2                             | Kazakhstan - Baikonur Site 90                  | Kazakhstan - Baikonur Site 90                  | Rússia - VKS                                           | Rússia - VKS                                           |
| 17 de setembre 00:43:10 | Rússia - Kosmos 2264 (US-PM) | MO RF                                           | Terrestre Baixa                                | Reconeixement                                  | 7 d'agost 1995                                         | Reeixit                                                |
| 20 de setembre 05:12    | Índia - PSLV | Índia - PSLV                                    | Índia - Sriharikota FLP                        | Índia - Sriharikota FLP                        | Índia - ISRO                                           | Índia - ISRO                                           |
| 20 de setembre 05:12    | Índia - IRS 1E | ISRO                                            | Destinat: Terrestre Baixa                      | Teledetecció                                   | 20 de setembre                                         | Error de llançament                                    |
| 20 de setembre 05:12    | Vol inaugural del PSLV; va fallar en arribar a l'òrbita a causa d'un malfuncionament amb el sistema de guia                                                                                           |                                                 |                                                |                                                |                                                        |                                                        |
| 26 de setembre 01:45    | Europa - Ariane 4 (40) | Europa - Ariane 4 (40)                          | França - Kourou ELA-2                          | França - Kourou ELA-2                          | França - Arianespace                                   | França - Arianespace                                   |
| 26 de setembre 01:45    | França - SPOT 3 | Spot Image                                      | Heliosíncrona                                  | Teledetecció                                   | En òrbita                                              | Reeixit                                                |
| 26 de setembre 01:45    | França - Stella | CNES                                            | Terrestre Baixa                                | Gravity                                        | En òrbita                                              | Reeixit                                                |
| 26 de setembre 01:45    | Healthsat-2 | SatelLife                                       | Terrestre Baixa                                | Comunicacions                                  | En òrbita                                              | Reeixit                                                |
| 26 de setembre 01:45    | Corea del Sud - Kitsat-2 | KAIST                                           | Terrestre Baixa                                | Tecnologia                                     | En òrbita                                              | Reeixit                                                |
| 26 de setembre 01:45    | Itàlia - Eyesat | Interferometrics/AMSAT                          | Terrestre Baixa                                | Comunicacions                                  | En òrbita                                              | Reeixit                                                |
| 26 de setembre 01:45    | Itàlia - ItamSat | Interferometrics/AMSAT                          | Terrestre Baixa                                | Comunicacions                                  | En òrbita                                              | Reeixit                                                |
| 26 de setembre 01:45    | Portugal - PoSAT-1 |                                                 | Terrestre Baixa                                | Tecnologia                                     | En òrbita                                              | Reeixit                                                |
| 26 de setembre 01:45    | L'SPOT 3 va cessar de funcionar el 14 de novembre de 1997; El PoSAT-1 és el primer satèl·lit portuguès                                                                                                |                                                 |                                                |                                                |                                                        |                                                        |
| 30 de setembre 17:05:59 | Rússia - Proton-K/DM-2 | Rússia - Proton-K/DM-2                          | Kazakhstan - Baikonur Site 81/23               | Kazakhstan - Baikonur Site 81/23               | Rússia - VKS                                           | Rússia - VKS                                           |
| 30 de setembre 17:05:59 | Rússia - Raduga 30 | MOM                                             | Geoestacionària                                | Comunicacions                                  | En òrbita                                              | Operacional                                            |
| Octubre                 | |                                                 |                                                |                                                |                                                        |                                                        |
| 4 d'octubre 17:45       | Canadà - Black Brant IX | Canadà - Black Brant IX                         | Estats Units - White Sands LC-36               | Estats Units - White Sands LC-36               | Estats Units - NASA                                    | Estats Units - NASA                                    |
| 4 d'octubre 17:45       | Estats Units - CU-4 | NASA                                            | Suborbital                                     | Astronomia ultraviolada                        | 4 d'octubre                                            | Reeixit                                                |
| 4 d'octubre 17:45       | Apogeu: 300 km |                                                 |                                                |                                                |                                                        |                                                        |
| 4 d'octubre 19:35       | Estats Units - Taurus-Orion | Estats Units - Taurus-Orion                     | Estats Units - White Sands                     | Estats Units - White Sands                     | Estats Units - NASA                                    | Estats Units - NASA                                    |
| 4 d'octubre 19:35       | Estats Units | NASA                                            | Suborbital                                     | Plasma                                         | 4 d'octubre                                            | Reeixit                                                |
| 4 d'octubre 19:35       | Apogeu: 200 km |                                                 |                                                |                                                |                                                        |                                                        |
| 5 d'octubre 17:56       | Estats Units - Titan 23G/Star-37XFP-ISS | Estats Units - Titan 23G/Star-37XFP-ISS         | Estats Units - Vandenberg SLC-4W               | Estats Units - Vandenberg SLC-4W               | Estats Units - Força Aèria dels Estats Units d'Amèrica | Estats Units - Força Aèria dels Estats Units d'Amèrica |
| 5 d'octubre 17:56       | Estats Units - Landsat 6 | NASA                                            | Destinat: Terrestre Baixa                      | Teledetecció                                   | 5 d'octubre                                            | Error de llançament                                    |
| 5 d'octubre 17:56       | La ignició del tram superior va fallar; Apogeu: 724 km |                                                 |                                                |                                                |                                                        |                                                        |
| 8 d'octubre 08:00       | Xina - Llarga Marxa 2C | Xina - Llarga Marxa 2C                          | Xina - Jiuquan LA-2B                           | Xina - Jiuquan LA-2B                           | Xina - CALT                                            | Xina - CALT                                            |
| 8 d'octubre 08:00       | Xina - FSW 1-5 | CASC                                            | Terrestre Baixa                                | Reconeixement                                  | 28 d'octubre                                           | Reeixit                                                |
| 8 d'octubre             | Estats Units - Storm | Estats Units - Storm                            | Estats Units - White Sands SULF                | Estats Units - White Sands SULF                | Estats Units - Força Aèria dels Estats Units d'Amèrica | Estats Units - Força Aèria dels Estats Units d'Amèrica |
| 8 d'octubre             | Estats Units - BTTV-4 (PAC-2) | Força Aèria dels Estats Units d'Amèrica         | Suborbital                                     | Objectiu                                       | 8 d'octubre                                            | Reeixit                                                |
| 8 d'octubre             | Apogeu: 200 km |                                                 |                                                |                                                |                                                        |                                                        |
| 11 d'octubre 21:33:19   | Rússia - Soiuz-U | Rússia - Soiuz-U                                | Kazakhstan - Baikonur Site 1/5                 | Kazakhstan - Baikonur Site 1/5                 | Rússia - VKS                                           | Rússia - VKS                                           |
| 11 d'octubre 21:33:19   | Rússia - Progress M-20 | Roskosmos                                       | Terrestre Baixa (Mir)                          | Logística                                      | 21 de novembre                                         | Reeixit                                                |
| 18 d'octubre 14:53:10   | Estats Units - Transbordador Espacial Columbia | Estats Units - Transbordador Espacial Columbia  | Estats Units - Kennedy LC-39B                  | Estats Units - Kennedy LC-39B                  | Estats Units - United Space Alliance                   | Estats Units - United Space Alliance                   |
| 18 d'octubre 14:53:10   | Estats Units - STS-58 | NASA                                            | Terrestre Baixa                                | Microgravetat                                  | 1 de novembre                                          | Reeixit                                                |
| 18 d'octubre 14:53:10   | Estats Units - Spacelab Long Module 2 | NASA                                            | Terrestre Baixa (Columbia)                     | Spacelab SLS-2                                 | 1 de novembre                                          | Reeixit                                                |
| 18 d'octubre 14:53:10   | Estats Units - EDO Pallet | NASA                                            | Terrestre Baixa (Columbia)                     | Missió d'extensió de la paleta criogènica      | 1 de novembre                                          | Reeixit                                                |
| 18 d'octubre 14:53:10   | Vol orbital tripulat amb set astronautes |                                                 |                                                |                                                |                                                        |                                                        |
| 21 d'octubre 01:46      | Espanya - INTA-300B | Espanya - INTA-300B                             | Espanya - El Arenosillo                        | Espanya - El Arenosillo                        | Espanya - INTA                                         | Espanya - INTA                                         |
| 21 d'octubre 01:46      | Espanya - FEIROX (FEIROH) | INTA                                            | Suborbital                                     | Aeronomia                                      | 21 d'octubre                                           | Reeixit                                                |
| 21 d'octubre 01:46      | Apogeu: 154 km |                                                 |                                                |                                                |                                                        |                                                        |
| 22 d'octubre 06:46      | Europa - Ariane 4 (44LP) | Europa - Ariane 4 (44LP)                        | França - Kourou ELA-2                          | França - Kourou ELA-2                          | França - Arianespace                                   | França - Arianespace                                   |
| 22 d'octubre 06:46      | Nacions Unides - Intelsat 701 | Intelsat                                        | Geoestacionària                                | Comunicacions                                  | En òrbita                                              | Operacional                                            |
| 26 d'octubre 10:00:04   | Rússia - Kosmos-3M | Rússia - Kosmos-3M                              | Rússia - Plesetsk Site 132/1                   | Rússia - Plesetsk Site 132/1                   | Rússia - VKS                                           | Rússia - VKS                                           |
| 26 d'octubre 10:00:04   | Rússia - Kosmos 2265 (Taifun) | MO RF                                           | Terrestre Baixa                                | Calibratge de radar                            | 11 d'agost 2003                                        | Reeixit                                                |
| 26 d'octubre            | Estats Units - Storm | Estats Units - Storm                            | Estats Units - White Sands LC-36               | Estats Units - White Sands LC-36               | Estats Units - Força Aèria dels Estats Units d'Amèrica | Estats Units - Força Aèria dels Estats Units d'Amèrica |
| 26 d'octubre            | Estats Units - BTTV-5 (ERINT) | Força Aèria dels Estats Units d'Amèrica         | Suborbital                                     | Objectiu                                       | 26 d'octubre                                           | Reeixit                                                |
| 26 d'octubre            | Apogeu: 200 km |                                                 |                                                |                                                |                                                        |                                                        |
| 28 d'octubre 15:17      | Rússia - Proton-K/DM-2 | Rússia - Proton-K/DM-2                          | Kazakhstan - Baikonur Site 81/23               | Kazakhstan - Baikonur Site 81/23               | Rússia - VKS                                           | Rússia - VKS                                           |
| 28 d'octubre 15:17      | Rússia - Gorizont 28 | MOM                                             | Geoestacionària                                | Comunicacions                                  | En òrbita                                              | Operacional                                            |
| 28 d'octubre 17:04      | Estats Units - Delta II (7925) | Estats Units - Delta II (7925)                  | Estats Units - Cape Canaveral LC-17B           | Estats Units - Cape Canaveral LC-17B           | Estats Units - McDonnell Douglas                       | Estats Units - McDonnell Douglas                       |
| 28 d'octubre 17:04      | Estats Units - USA-96 (GPS IIA-14) | Força Aèria dels Estats Units d'Amèrica         | Terrestre Mitjana                              | Navegació                                      | En òrbita                                              | Operacional                                            |
| Novembre                | |                                                 |                                                |                                                |                                                        |                                                        |
| 2 de novembre 12:10:09  | Rússia - Kosmos-3M | Rússia - Kosmos-3M                              | Rússia - Plesetsk Site 132/1                   | Rússia - Plesetsk Site 132/1                   | Rússia - VKS                                           | Rússia - VKS                                           |
| 2 de novembre 12:10:09  | Rússia - Kosmos 2266 (Parus) | MO RF                                           | Terrestre Baixa                                | Navegació                                      | En òrbita                                              | Operacional                                            |
| 3 de novembre           | França - S3 | França - S3                                     | França - Centre d'Essais des Landes            | França - Centre d'Essais des Landes            | França                                                 | França                                                 |
| 3 de novembre           | França |                                                 | Suborbital                                     | Prova de míssils                               | 3 de novembre                                          | Reeixit                                                |
| 3 de novembre           | Apogeu: 1000 km |                                                 |                                                |                                                |                                                        |                                                        |
| 4 de novembre 07:07     | Regne Unit - Skylark 7 | Regne Unit - Skylark 7                          | Suècia - Esrange LA-S                          | Suècia - Esrange LA-S                          | Suècia - SSC                                           | Suècia - SSC                                           |
| 4 de novembre 07:07     | Suècia - MASER 6 | SSC                                             | Suborbital                                     | Microgravetat                                  | 4 de novembre                                          | Reeixit                                                |
| 4 de novembre 07:07     | Apogeu: 243 km |                                                 |                                                |                                                |                                                        |                                                        |
| 5 de novembre 08:25     | Rússia - Soiuz-U | Rússia - Soiuz-U                                | Kazakhstan - Baikonur Site 1/5                 | Kazakhstan - Baikonur Site 1/5                 | Rússia - VKS                                           | Rússia - VKS                                           |
| 5 de novembre 08:25     | Rússia - Kosmos 2267 (Yantar-4KS1M) | MOM                                             | Terrestre Baixa                                | Reconeixement                                  | 28 de desembre 1994                                    | Reeixit                                                |
| 17 de novembre          | Brasil - Sonda-2 | Brasil - Sonda-2                                | Brasil - Natal                                 | Brasil - Natal                                 | Brasil - INPE                                          | Brasil - INPE                                          |
| 17 de novembre          | Brasil | INPE                                            | Suborbital                                     | Ionosfera                                      | 17 de novembre                                         | Reeixit                                                |
| 17 de novembre          | Apogeu: 555 km |                                                 |                                                |                                                |                                                        |                                                        |
| 18 de novembre 13:54:59 | Rússia - Proton-K/DM-2 | Rússia - Proton-K/DM-2                          | Kazakhstan - Baikonur Site 81/23               | Kazakhstan - Baikonur Site 81/23               | Rússia - VKS                                           | Rússia - VKS                                           |
| 18 de novembre 13:54:59 | Rússia - Gorizont 29 | MOM                                             | Geoestacionària                                | Comunicacions                                  | En òrbita                                              | Operacional                                            |
| 18 de novembre 13:54:59 | Venut a Rimsat com a Rimsat-1, llavors a PASI com a PASI-1, i després a LMI com a LIM-AP-1 |                                                 |                                                |                                                |                                                        |                                                        |
| 18 de novembre          | Estats Units - UGM-133 Trident II | Estats Units - UGM-133 Trident II               | Estats Units - USS Nebraska, Eastern Range     | Estats Units - USS Nebraska, Eastern Range     | Estats Units - Marina dels Estats Units d'Amèrica      | Estats Units - Marina dels Estats Units d'Amèrica      |
| 18 de novembre          | Estats Units | Marina dels Estats Units d'Amèrica              | Suborbital                                     | Prova de míssils                               | 18 de novembre                                         | Reeixit                                                |
| 18 de novembre          | Apogeu: 1000 km |                                                 |                                                |                                                |                                                        |                                                        |
| 20 de novembre 01:17    | Europa - Ariane 4 (44LP) | Europa - Ariane 4 (44LP)                        | França - Kourou ELA-2                          | França - Kourou ELA-2                          | França - Arianespace                                   | França - Arianespace                                   |
| 20 de novembre 01:17    | Mèxic - Solidaridad-1 | Tele Mexico                                     | Geoestacionària                                | Comunicacions                                  | En òrbita                                              | Operacional                                            |
| 20 de novembre 01:17    | Europa - Meteosat 6 | EUMETSAT                                        | Geoestacionària                                | Weather                                        | En òrbita                                              | Operacional                                            |
| 26 de novembre 11:00    | Regne Unit - Skylark 7 | Regne Unit - Skylark 7                          | Suècia - Esrange LA-S                          | Suècia - Esrange LA-S                          | Alemanya - DLR                                         | Alemanya - DLR                                         |
| 26 de novembre 11:00    | Alemanya - TEXUS 31 | DLR                                             | Suborbital                                     | Microgravetat                                  | 26 de novembre                                         | Reeixit                                                |
| 26 de novembre 11:00    | Apogeu: 257 km |                                                 |                                                |                                                |                                                        |                                                        |
| 28 de novembre 23:40    | Estats Units - Atlas II | Estats Units - Atlas II                         | Estats Units - Cape Canaveral LC-36A           | Estats Units - Cape Canaveral LC-36A           | Estats Units - General Dynamics                        | Estats Units - General Dynamics                        |
| 28 de novembre 23:40    | Estats Units - USA-97 (DSCS IIIB-10) | Força Aèria dels Estats Units d'Amèrica         | Geoestacionària                                | Comunicacions                                  | En òrbita                                              | Operacional                                            |
| 29 de novembre 09:30    | Estats Units - Nike-Improved Orion | Estats Units - Nike-Improved Orion              | Suècia - Esrange                               | Suècia - Esrange                               | Alemanya - DLR                                         | Alemanya - DLR                                         |
| 29 de novembre 09:30    | Alemanya - MINI-TEXUS 1 | DLR                                             | Suborbital                                     | Microgravetat                                  | 29 de novembre                                         | Reeixit                                                |
| 29 de novembre 09:30    | Apogeu: 146 km |                                                 |                                                |                                                |                                                        |                                                        |
| 30 de novembre          | Estats Units - Storm | Estats Units - Storm                            | Estats Units - White Sands LC-36               | Estats Units - White Sands LC-36               | Estats Units - Força Aèria dels Estats Units d'Amèrica | Estats Units - Força Aèria dels Estats Units d'Amèrica |
| 30 de novembre          | Estats Units - BTTV-6 (ERINT/GTF-2) | Força Aèria dels Estats Units d'Amèrica         | Suborbital                                     | Objectiu                                       | 30 de novembre                                         | Reeixit                                                |
| 30 de novembre          | Apogeu: 200 km |                                                 |                                                |                                                |                                                        |                                                        |
| Desembre                | |                                                 |                                                |                                                |                                                        |                                                        |
| 2 de desembre 09:27     | Estats Units - Transbordador Espacial Endeavour | Estats Units - Transbordador Espacial Endeavour | Estats Units - Kennedy LC-36B                  | Estats Units - Kennedy LC-36B                  | Estats Units - United Space Alliance                   | Estats Units - United Space Alliance                   |
| 2 de desembre 09:27     | Estats Units - STS-61 | NASA                                            | Terrestre Baixa (HST)                          | HST-SM1                                        | 13 de desembre                                         | Reeixit                                                |
| 2 de desembre 09:27     | Vol orbital tripulat amb set astronautes |                                                 |                                                |                                                |                                                        |                                                        |
| 8 de desembre 00:48     | Estats Units - Delta II (7925) | Estats Units - Delta II (7925)                  | Estats Units - Cape Canaveral LC-17A           | Estats Units - Cape Canaveral LC-17A           | Estats Units - McDonnell Douglas                       | Estats Units - McDonnell Douglas                       |
| 8 de desembre 00:48     | Estats Units - USA-98 (NATO-4B) | NATO/Força Aèria dels Estats Units d'Amèrica    | Geosíncrona                                    | Comunicacions                                  | En òrbita                                              | Operacional                                            |
| 16 de desembre 00:38    | Estats Units - Atlas IIAS | Estats Units - Atlas IIAS                       | Estats Units - Cape Canaveral LC-36B           | Estats Units - Cape Canaveral LC-36B           | Estats Units - General Dynamics                        | Estats Units - General Dynamics                        |
| 16 de desembre 00:38    | Estats Units - Telstar 401 | AT&T                                            | Geoestacionària                                | Comunicacions                                  | En òrbita                                              | Reeixit                                                |
| 16 de desembre 00:38    | Vol inaugural de l'Atlas IIAS; El Telstar 401 va ser destruït per una tempesta magnètica el 1997 |                                                 |                                                |                                                |                                                        |                                                        |
| 17 de desembre          | Estats Units - Storm | Estats Units - Storm                            | Estats Units - White Sands SULF                | Estats Units - White Sands SULF                | Estats Units - Força Aèria dels Estats Units d'Amèrica | Estats Units - Força Aèria dels Estats Units d'Amèrica |
| 17 de desembre          | Estats Units - MTTV-1 (ERINT) | Força Aèria dels Estats Units d'Amèrica         | Suborbital                                     | Objectiu                                       | 17 de desembre                                         | Reeixit                                                |
| 17 de desembre          | Apogeu: 200 km |                                                 |                                                |                                                |                                                        |                                                        |
| 18 de desembre 01:27    | Europa - Ariane 4 (44L) | Europa - Ariane 4 (44L)                         | França - Kourou ELA-2                          | França - Kourou ELA-2                          | França - Arianespace                                   | França - Arianespace                                   |
| 18 de desembre 01:27    | Estats Units - DBS-1 | Hughes                                          | Geoestacionària                                | Comunicacions                                  | En òrbita                                              | Operacional                                            |
| 18 de desembre 01:27    | Tailàndia - Thaicom 1 | Shin Corporation                                | Geoestacionària                                | Comunicacions                                  | En òrbita                                              | Reeixit                                                |
| 22 de desembre 20:37:16 | Rússia - Molniya-M | Rússia - Molniya-M                              | Rússia - Plesetsk Site 43/3                    | Rússia - Plesetsk Site 43/3                    | Rússia - VKS                                           | Rússia - VKS                                           |
| 22 de desembre 20:37:16 | Rússia - Molniya 1-87 | MOM                                             | Molnia                                         | Comunicacions                                  | En òrbita                                              | Operacional                                            |

## Encontres espacials
| Data (GMT) | Nau espacial  | Esdeveniment                                      | Comentaris                |
| ---------- | ------------- | ------------------------------------------------- | ------------------------- |
| 10 d'abril | Hiten         | Es va estavellar deliberadament a la Lluna        |                           |
| 22 d'agost | Mars Observer | Perdut el contacte abans de la inserció en òrbita |                           |
| 28 d'agost | Galileo       | Sobrevol del 243 Ida                              | Apropament màxim: 2400 km |

## EVAs
| Inici Data/Hora      | Duració           | Hora Finalització | Nau espacial                            | Tripulació                                                           | Comentaris |
| -------------------- | ----------------- | ----------------- | --------------------------------------- | -------------------------------------------------------------------- | --- |
| 17 de gener          | 4 hores 28 minuts |                   | STS-54 Transbordador espacial Endeavour | Estats Units - Gregory J. Harbaugh · Estats Units - Mario Runco, Jr. | Provat tècniques de construcció d'estacions espacials i tècniques de mobilitat. |
| 19 d'abril 17:15     | 5 hores 25 minuts | 22:40             | Mir EO-13 Kvant-2                       | Rússia - Gennadi Manakov · Rússia - Aleksandr Poleshchuk             | S'utilitza el Strela per instal·lar un motor elèctric al mòdul Kvant-1 de panells solars instal·lats d'origen en el mòdul Kristall. Després de la instal·lació, en Poleshchuk es va adonar que un dels controladors al braç Strela s'havia afluixat i es va allunyar de la Mir. La pèrdua del controlador del Strela va significar al següent EVA hauria de ser retardada fins a un nou mànec que podria ser aixecada en orbitar el següent llançament d'abastiment Progress. |
| 18 de juny 17:25     | 4 hores 33 minuts | 21:58             | Mir EO-13 Kvant-2                       | Rússia - Gennadi Manakov · Rússia - Aleksandr Poleschuk              | Després de rebre la peça de recanvi, Manakov i Poleshchuk primer van reparar el braç Strela i després s'instal·la la segona unitat elèctrica per al panell solar. |
| 25 de juny           | 5 hores 50 minuts |                   | STS-57 Endeavour                        | Estats Units - G. David Low · Estats Units - Peter Wisoff            | Va ajudar a assegurar l'antena de la captura del satèl·lit EURECA en la seva posició d'emmagatzematge per al retorn a la Terra. A continuació, els dos astronautes van practicar maniobres de construcció en el RMS. |
| 16 de setembre 05:57 | 4 hores 18 minuts | 10:16             | Mir EO-14 Kvant-2                       | Rússia - Vasily Tsibliyev · Rússia - Aleksandr Serebrov              | Es va iniciar el muntatge de l'estructura Rapana experimental. |
| 16 de setembre 08:40 | 7 hores 5 minuts  | 15:45             | STS-51 Transbordador espacial Discovery | Estats Units - James H. Newman · Estats Units - Carl E. Walz         | Es va dur a terme les proves sobre les eines, corretges, i un sistema d'ancoratge per als peus a l'espera de la reparació del Telescopi espacial Hubble. Una tapa de l'eina al pit enganxat va frenar la liquidació de la caminada espacial durant almenys 45 minuts. |
| 20 de setembre 03:51 | 3 hores 13 minuts | 07:05             | Mir EO-14 Kvant-2                       | Rússia - Vasily Tsibliyev · Rússia - Aleksandr Serebrov              | Es va completar la construcció de la carcassa Rapana. |
| 28 de setembre 00:57 | 1 hora 52 minuts  | 02:48             | Mir EO-14 Kvant-2                       | Rússia - Vasily Tsibliyev · Rússia - Aleksandr Serebrov              | Es va inspeccionar l'exterior del Mir pels danys de la recent pluja de meteors dels Perseids. El dany més notable que van trobar va ser un forat de 5 mm en un dels panells solars. |
| 22 d'octubre 15:47   | 38 minuts         | 16:25             | Mir EO-14 Kvant-2                       | Rússia - Vasily Tsibliyev · Rússia - Aleksandr Serebrov              | Continua la inspecció de l'exterior del Mir pels danys dels Perseids. |
| 29 d'octubre 13:38   | 4 hores 12 minuts | 17:50             | Mir EO-14 Kvant-2                       | Rússia - Vasily Tsibliyev · Rússia - Aleksandr Serebrov              | Completat la seva inspecció de tota la superfície exterior del Mir. Es va observar diverses marques dins el casc, no hi va haver penetracions completes. L'equip de caminada espacial es va adonar d'una peça de metall no identificada de la deriva pel complex orbital, durant les seves inspeccions. |
| 5 de desembre 03:44  | 7 hores 54 minuts | 11:38             | STS-61 Endeavour                        | Estats Units - Story Musgrave · Estats Units - Jeffrey A. Hoffman    | Reparació del HST: Substituït dos conjunts de giroscopis i unitats de control elèctric, així com un conjunt de vuit fusibles. Les passejades espacials tenien una considerable dificultat tancant els pestells de les portes a causa de l'expansió tèrmica dels perns de tancament. Abans de tornar a entrar en el servei de transport, l'equip va preparar a la zona de càrrega per al pròxim EVA.                                                                           |
| 6 de desembre 03:29  | 6 hores 36 minuts | 10:05             | STS-61 Endeavour                        | Estats Units - Kathryn C. Thornton · Estats Units - Thomas Akers     | Reparació del HST: Thorton es va muntar el RMS per manejar els panells solars, mentre que Akers va fer les connexions dels cables ja que l'equip va reemplaçar els dos panells solars al Hubble. Una matriu es va descartar en l'espai, i una matriu es va enrotllar i guardar per al retorn a la terra. |
| 7 de desembre 03:35  | 6 hores 47 minuts | 10:22             | STS-61 Endeavour                        | Estats Units - Story Musgrave · Estats Units - Jeffrey A. Hoffman    | Reparació del HST: Es va reemplaçar el WFPC amb el WFPC 2 i dos detectors de metalls. |
| 8 de desembre 03:13  | 7 hores 21 minuts | 10:03             | STS-61 Endeavour                        | Estats Units - Kathryn C. Thornton · Estats Units - Thomas Akers     | Reparació del HST: Substituït el High Speed Photometer (HSP) del Hubble amb el Corrective Optics Space Telescope Axial Replacement (COSTAR). Aquesta substitució fixa l'aberració esfèrica del mirall del Hubble. El HSP es va guardar per al retorn a la Terra. |
| 9 de desembre 03:30  | 7 hores 21 minuts | 10:51             | STS-61 Endeavour                        | Estats Units - Story Musgrave · Estats Units - Jeffrey A. Hoffman    | Reparació del HST: Substituïda l'electrònica per als motors d'accionament de la matriu solar. També es col·loquen algunes cobertes del Endeavour durant els magnetòmetres nous per protegir-los dels residus. |